# David Lewis (homme politique)
Pour les articles homonymes, voir David Lewis et Lewis.
David Lewis, né David Losz en 1909 (le 23 juin ou le 23 octobre) à Svislotch dans la Zone de Résidence à l’ouest de l’Empire russe, aujourd’hui située au Biélorussie et mort le 23 mai 1981 à Ottawa (Canada), est un avocat et un homme politique canadien. Le nom de Losz fut anglicisé en Lewis quand la famille émigra au Canada.
Il est le Secrétaire national de la Fédération du Commonwealth coopératif (FCC) de 1936 à 1950 puis son président du Conseil national de 1954 à 1958, puis son Président de 1958 à 1961. Il contribua à la création du Nouveau Parti démocratique (NPD) en 1961. En 1962 il fut, pour la première fois, élu député NPD de la circonscription de York-Sud à la Chambre des communes du Canada, avec un intermède de 1963 à 1965. Il fut battu aux élections de juillet 1974, ce qui lui fit abandonner en juillet 1975 la direction du NPD (qu’il assurait depuis 1971) et la vie politique. Il fut également le chef du groupe parlementaire fédéral du NPD de 1968 à 1971.
Après son retrait de la vie politique, il fut professeur à l’Université Carleton et correspondant de voyage pour le Toronto Star. L’ordre du Canada lui fut décerné en 1976 en reconnaissance de son activité politique. Il a souffert pendant longtemps d’un cancer et il est décédé à Ottawa le 23 mai 1981.
Les idées politiques de Lewis ont été profondément influencées par le Bund, qui a forgé son soutien à la démocratie parlementaire. C'était un anti-communiste notoire et, en tant que boursier Rhodes, il empêcha la mainmise communiste sur le Club travailliste de l’université d’Oxford (en). Au Canada, il joua un rôle décisif pour contenir l’influence communiste dans le mouvement ouvrier.
Au FCC, il assuma le rôle de responsable disciplinaire et s’occupa des problèmes d’organisation interne. Il contribua à la rédaction du Manifeste de Winnipeg (en), qui tempéra le programme économique du FCC en y intégrant une acceptation du capitalisme tout en le soumettant à une stricte régulation étatique. En tant que conseiller juridique du Syndicat des métallurgistes unis d'Amérique (USW) au Canada, il l’aida à prendre le contrôle de l’International Union of Mine, Mill and Smelter Workers (en) (plus connue sous l’appellation Mine Mill). Son implication dans l’USW le conduisit à jouer un rôle central dans la création du Congrès du travail du Canada en 1956.
La famille Lewis s’est activement engagée dans les mouvements politiques socialistes depuis le début du XXe siècle, à commencer par Moshe, le père de David Lewis, au sein du Bund en Russie, puis par David lui-même, puis par le fils aîné de ce dernier, Stephen Lewis, qui dirigea le NPD ontarien de 1970 à 1978.

## 1909-1932: jeunesse

### L'enfance juive dans la Zone de résidence et le Bund
David Losz est né en Russie, quelque temps après les premières chutes de neige en octobre 1909 à Svislotch, de Moshe Lewis (en) et de son épouse Rose, née Lazarovitch. Sa date exacte de naissance est inconnue. Quand il émigra de Russie au Canada en 1921, il ne parlait pas anglais et, aux dires de sa fille Janet Solberg, la date du 23 juin fut la première qui lui vint à l’esprit en réponse à la question de l’agent d’immigration. Cameron Smith, le biographe de la famille, considère qu’octobre est plus vraisemblable car la seule référence relative à sa naissance était : « juste après les premières neiges de 2009 ». Sa date officielle de naissance est restée le 23 juin 1909.
La conscience politique de Lewis s’est forgée au shtetl où il vécut de 1909 à 1921. Svislotch était située dans la Zone de résidence, la région la plus occidentale de l’Empire russe, dans l’actuelle Biélorussie. Après la Première Guerre mondiale, elle devint une ville frontalière polonaise, parfois occupée par l’Union soviétique durant la guerre soviéto-polonaise du début des années 1920. La population juive représentait 3 500 des 4 500 habitants de Svislotch. Contrairement aux autres shtetls de la zone de résidence, elle avait une activité industrielle : le tannage. Sa population industrielle semi-urbaine était réceptive aux idées de la social-démocratie et du mouvement ouvrier, telles qu’incarnées par le Bund.
Moshe Losz était le chef du Bund de Svislotch. Le Bund était un parti socialiste interdit qui appelait à renverser le Tsar, et prônait l’égalité pour tous et des droits nationaux pour la communauté juive. C’était tout à la fois un parti politique et un mouvement syndical. Lewis passa ses années d’enfance plongé dans sa culture et sa philosophie. L’adhésion au Bund, quoiqu'à dominante juive, était en réalité un humanisme séculier.
Moshe et David furent influencés par le pragmatisme politique du Bund, tout entier résumé dans sa maxime : « Mieux vaut accompagner les masses dans une voie imparfaitement juste que se séparer d’elles et rester un puriste ». David devait transmettre cette idée au FCC et au NPD ; lors de conflits entre « les idéologues et les pragmatistes, les idées et le pouvoir, quand faisaient rage les débats internes sur le programme ou l’action », il était dans le second camp.
Quand, durant l’été 1920, la Guerre civile russe et la Guerre soviéto-polonaise furent à leurs apogées, l’Armée rouge russe bolchévique s'empara de Svislotch puis la Pologne contre-attaqua et le reprit. Les bolchéviques arrivèrent au village en juillet 1920. Moshe Losz s’opposa à eux et fut alors emprisonné pour cela. Quand l’armée polonaise reprit Svislotch le 25 août 1920, cinq citoyens juifs furent exécutés comme « espions ». Ne se sentant plus en sécurité sous aucun des régimes et devant les mornes perspectives d’avenir pour sa famille, Moshe partit pour le Canada en mai 1921, pour y travailler dans la fabrique de vêtements de son beau-frère à Montréal. En août, il avait épargné suffisamment d’argent pour faire venir sa famille, y compris David et sa fratrie, Charlie et Doris.
David Lewis était un juif laïque, tout comme Moshe. Mais son grand-père maternel, Usher Lazarovitch, était pratiquant et, durant la brève période de mai à août 1921 qui précéda l’immigration de David, il transmit à son petit-fils le seul enseignement religieux qu’il reçut jamais. David ne participa plus activement à un service religieux jusqu’à la Bat Mitsva de sa petite-fille Ilana à la fin des années 1970. Dans les faits, la famille Lewis était athée, y compris David et son épouse Sophie ainsi que leurs enfants Janet, Nina, Stephen et Michael.

### Jeunesse au Canada
La famille avait pris le bateau pour le Canada et débarqua à Halifax à l’automne 1921, avant de rejoindre par train Montréal pour retrouver Moshe Lewis. David avait le yiddish pour langue maternelle et comprenait peu l’anglais. Il l’apprit en s’achetant le Magasin d'antiquités, un roman de Charles Dickens et un dictionnaire yiddish-anglais. Un enseignant d'origine galloise à l’école publique Fairmount, dont Lewis était l’élève, l’aida à apprendre l’anglais et lui transmit son accent.
Lewis entra à l’école secondaire Baron Byng en septembre 1924. Il devint très vite ami avec Abraham Moses Klein, qui deviendra l’un des plus grands poètes canadiens. Il y rencontra également Irving Layton, un autre futur grand écrivain canadien, auquel il servit de mentor politique. Située au cœur de la petite communauté juive de Montréal, l’école secondaire Baron Byng était essentiellement juive et pouvait être considérée comme une école-ghetto, les juifs étant interdit dans de nombreuses écoles secondaires.
À l’école secondaire, en dehors de ses amis futurs poètes, Lewis rencontra Sophie Carson qui deviendra son épouse, grâce à leur ami commun, Klein, qui les présenta l’un à l’autre. Carson venait d’une famille juive religieuse. Son père n’avait pas une bonne opinion de Lewis, parce qu’il était un immigrant de fraîche date et que, selon lui, il avait peu ou pas de chance de réussite.
Après l’école secondaire, Lewis passa cinq années à l’Université McGill à Montréal, quatre ans dans les arts et un an en droit. Durant ces années, il contribua à créer la section montréalaise de la Ligue socialiste de la jeunesse (en). Il donna des conférences organisées par ce club socialiste anti-communiste et il était son dirigeant nominal. Un de ses professeurs préféré était l’humoriste canadien, éminent soutien du Parti conservateur du Canada, Stephen Leacock, que Lewis appréciait plus pour sa personnalité que pour sa discipline : les sciences économiques.
La troisième année de ses études, Lewis créa le magazine du campus, « The McGilliad ». Y furent publiés plusieurs de ses points de vue anti-communistes, même si le numéro de décembre 1930 contient un article où il exprime son accord avec la Révolution russe et appelle à une plus grande compréhension de l’Union soviétique. Tout au long de sa carrière, il attaquera le communisme mais il gardera de la sympathie pour les révolutionnaires de 1917. À McGill, Lewis rencontra et travailla avec des socialistes canadiens célèbres tels que Francis Reginald Scott, Eugene Forsey (en), John K. Gordon (en) et Frank H. Underhill (en). Il travaillera de nouveau avec eux dans les années 1940 et 1950 au FCC.

## 1932-1935: la bourse Rhodes et Oxford
Encouragé par Francis Scott, Lewis posa sa candidature pour une bourse Rhodes au cours de sa première année de droit. Les entretiens pour désigner le boursier québécois eurent lieu à Montréal. La commission d’examen comprenait le président de l'époque du Chemin de fer Canadien Pacifique (CFCP), Sir Edward Beatty. En réponse à une question sur ce qu’il ferait s’il devenait premier ministre, Lewis déclara qu’il nationaliserait le CFCP. En dépit de cette réponse et de ses opinions socialistes en général, ses explications au contre-interrogatoire du jury les rassurèrent en ce qu’il n’était pas un communiste et il lui attribuèrent la bourse.

### Engagement politique
Quand David Lewis entra au Collège Lincoln de l’université d'Oxford en 1932, il devint immédiatement un des chefs de file des cercles socialistes-travaillistes de l’université. Michael Foot, le futur dirigeant du Parti travailliste britannique, déclara dans une interview que Lewis était : 

« le plus fort des débatteurs socialistes dans la place. Je ne me souviens d’aucun rival. Il avait assurément un puissant ascendant sur les étudiants, d’une part, parce qu’il avait tellement plus d’expérience qu’aucun d’entre nous et, d’autre part, parce qu’il avait ces remarquables talents oratoires. Vraiment l’un des meilleurs que j’aie jamais entendu. Si vous aviez des débats politiques rudes, eh bien il était imbattable. Quand je l’ai connu [à Oxford] j’étais un libéral [et] il a joué un rôle dans ma conversion au socialisme. »

Quand Lewis arriva à Oxford, le Club travailliste de l’université d’Oxford (en) était une organisation insipide se reconnaissant dans l’Évangile social ou dans des théories socialistes sophistiquées telles que celles exprimées par R. H. Tawney dans son livre The Acquisitive Society. La version de Lewis d'un marxisme amendé par le bundisme, que Cameron Smith qualifie de « Marxisme parlementariste », suscita un intérêt renouvelé pour le Club après le désenchantement du second gouvernement travailliste de Ramsay MacDonald.
Le magazine d’Oxford, Isis (en), souligna l’esprit d’initiative de Lewis à ce stade précoce de sa carrière. Dans son numéro du 7 février 1934, ils écrivirent à propos du club, alors que Lewis le présidait : « L’énergie de ces socialistes de l’université est presque incroyable. Si le mouvement socialiste dans son ensemble est aussi actif qu’ils le sont, alors une victoire socialiste aux prochaines élections est inévitable ».

En février 1934, le fasciste britannique William Joyce (surnommé Lord Haw Haw (en)) rendit visite à Oxford. Lewis et le futur chef du FCC ontarien (en), Ted Jolliffe ont organisé une manifestation bruyante en infiltrant des membres du Club travailliste dans la salle de bal où Joyce prenait la parole et en les faisant sortir, par groupe de deux ou trois, en faisant le plus de bruit possible sur le parquet grinçant. Ils réussirent à couvrir la voix de Joyce qui ne termina pas son discours. Plus tard, un combat de rue opposa les Chemises noires britanniques, supporters de Joyce, aux militants du Club travailliste, Lewis compris Lewis a empêché les communistes de faire une percée à Oxford et il avait augmenté le nombre d’adhérents au Club travailliste de plus de trois-quarts quand il le quitta. Ted Jolliffe a déclaré dans un entretien avec Smith : 

« Ses interventions au syndicat étaient plutôt pleines d'humour ; l’ambiance y était totalement différente. Mais ses discours au Club travailliste étaient on ne peut plus sérieux. Son influence au Club, plus que celle de n’importe qui d’autre, je pense, explique l’échec des communistes à y progresser. Il y avait tant de personnes naïves qui auraient pu se laisser convaincre. »

Conformément aux principes du Bundisme, Lewis rejeta la révolution violente et la dictature du prolétariat. Le Bund insistait sur le fait que la révolution devait s’opérer par des moyens démocratiques, comme Karl Marx l’avait jugé possible à la fin des années 1860 et que la démocratie devait se perpétuer. Influencé par le fabianisme, Lewis devint un incrémentaliste dans son approche de remplacement des gouvernements non-socialistes. Comme Cameron Smith, le biographe de Lewis, l’a souligné : 

« De sorte que ce à quoi il aboutit était une version modifiée de l’interprétation bundiste du marxisme. Appelez-la si vous voulez le parlementarisme marxiste. C’était une analyse économique marxienne et une approche parlementariste de la politique. Et si Lewis s’était trouvé dans l’obligation de choisir, il aurait opté pour le parlementarisme contre le marxisme. »

Lewis était une figure importante du Parti travailliste britannique qui, en mettant l’accent sur l’action parlementaire et les réussites organisationnelles, adoptait une approche similaire à celle du Bund. Une fois diplômé en 1935, le parti lui proposa une candidature dans une circonscription sûre à la Chambre des communes du Royaume-Uni. Ce qui posa à Lewis un cas de conscience : rester en Angleterre ou retourner au Canada. S’il était resté en Angleterre, il aurait vraisemblablement été intégré dans un important cabinet d’avocats londonien associé à Stafford Cripps et serait devenu ministre à la prochaine victoire du Parti travailliste. Cripps, à l’époque un avocat important et un responsable du Parti travailliste, avait pris Lewis sous son aile pour qu’il devienne Premier ministre. L’autre possibilité pour Lewis était de retourner à Montréal et d’aider à faire décoller la Fédération du Commonwealth coopératif (FCC) naissante, sans garantie de réussite. Une note personnelle de J. S. Woodsworth, datée du 19 juin 1935, demandait à Lewis d’opter pour cette dernière possibilité ; ce qu’il fit finalement.

### Oxford Union Society
En plus de son engagement politique, Lewis fut très actif dans l’Oxford Union Society, sans doute le plus important et le plus prestigieux des clubs de débat dans le monde anglophone. Le premier débat auquel il participa portait sur le fait « que l’empire britannique était une menace pour l'entente internationale » ; Lewis était l’un des intervenants pour le camp du « Oui ». Ils perdirent.
Le débat du 9 février 1933 apporta à Lewis une notoriété précoce. La question était « Que ce Parlement ne devra en aucun cas se battre pour son Roi ou son pays (en) » et était si controversée qu’on en parla dans tout l’Empire britannique et au-delà. Lewis intervint à nouveau en faveur du « Oui ». Ils gagnèrent massivement et provoquèrent un tumulte dans les journaux à travers tout l’Empire. Le quotidien « The Times » de Londres se mit de la partie, manifestant son mépris pour ceux qui prenaient au sérieux l’Union et sa motion.
Lewis devint membre de la commission de la bibliothèque de l’Union le 9 mars 1933 et son trésorier en mars 1934. Après deux échecs, il fut élu de justesse président à la fin novembre 1934. Il fut président en 1935, pendant le semestre allant de début janvier à fin avril (Hilary term (en)). Le magazine Isis commenta : « David Lewis sera, sans nul doute, la moins oxfordienne des personnes à jamais avoir dirigé l’association. Par son apparence, son milieu d’origine et son approche intellectuelle, il est la parfaite antithèse de tous les jeunes hommes affables et un peu délicats qui depuis des générations se sont installés à la tribune de l’Union ».

## 1935-1950: secrétaire national du FCC

### Retour au Canada
Sophie Carson avait accompagné Lewis à Oxford. Ils se marièrent le 15 août 1935, peu de temps après leur retour au Canada. Le mariage eut lieu dans la maison de ses parents et, même si un rabbin officia, la plupart des traditions juives ne furent pas observées.

En 1935, David Lewis devint Secrétaire national du FCC. Comme Smith l’explique : 

« Dans ce tourbillon politique surgit David. Un centralisateur dans une nation qui décentralisait. Un socialiste dans un pays votant solidement pour le capitalisme. Un militant dans un parti sans le sou, faisant face à deux grands partis tous deux puissants et influents. Un professionnel dans un parti d’amateurs qui se considéraient plus comme étant dans un mouvement que dans un parti. Un anti-communiste à un moment où les communistes canadiens étaient proches de leur heure de gloire. Un publicitaire cherchant un slogan unificateur pour un parti miné par les dissensions. Un organisateur dont le chef, J.S. Woodsworth, ne croyait vraiment pas à l’organisation, pensant que le FCC devait rester un ensemble peu structuré, une coopérative ; et qui le croyait tellement, même si implicitement, que quand vint le moment de recruter Lewis à temps plein au poste de Secrétaire fédéral [en 1938], il résista, craignant que le FCC y perde sa spontanéité.
Lewis a non seulement survécu mais il a surmonté tout cela ; c’est un témoignage de sa compétence et de sa persévérance. »

La plupart des créateurs du FCC — y compris Woodsworth, Tommy Douglas, M. J. Coldwell et Stanley Knowles — connaissaient bien le mouvement de l’Évangile social, avec lequel Lewis se sentait quelque affinité du fait de son socialisme marxiste tempéré par les principes démocratiques du Bund. Aussi bien le Bund que l’Évangile social étaient plus préoccupés par la vie concrète que par l’au-delà. Tous deux appelaient les gens à améliorer leurs conditions de vie plutôt qu'à espérer que Dieu puisse le faire à leur place. La justice sociale, la fraternité et sa propre amélioration morale leur étaient communes.
Il devint évident après les élections générales ontariennes de 1937 que le FCC devait changer son image ; l’électorat le percevait comme un parti trop à l’extrême gauche. F. R. Scott le fit remarquer à Lewis dans une lettre, recommandant de modérer certains programmes du parti et conseillant que « […] dans l’arène politique nous devrions nous trouver des alliés à notre proche droite ».
En août 1938, Lewis quitta son emploi au cabinet d’avocats Smart et Biggar pour travailler à plein temps comme Secrétaire national du FCC. Son salaire initial était de 1 200 $ par an, une petite somme même à l’époque, pour un travail avec tant de responsabilités.

### Tentative d’organisation
En tant que Secrétaire national, Lewis a mis l’accent sur l’organisation plutôt que sur l’idéologie, et sur l’établissement de liens avec les syndicats. Il travailla à rendre plus modérée l’image du parti et à minimiser les propos les plus radicaux du Manifeste de Régina (en), qui semblait effrayer les électeurs modérés. Parmi les propos les plus radicaux, on trouvait : « Aucun gouvernement FCC ne sera satisfait avant qu’il ait éradiqué le capitalisme et mis pleinement en œuvre le programme de planification socialiste ». Lewis, le chef du parti M.J. Coldwell et Clarence Gillis (en) vont passer les 19 années suivantes à essayer d’amender ce manifeste, pour finalement y parvenir en 1956 avec la Déclaration de Winnipeg (en).
Au congrès de 1944 du FCC, Lewis obtint une concession : « que même de grandes entreprises pouvaient avoir une place dans le parti – si elles étaient raisonnables ». Plutôt que de s’opposer à toute entreprise privée, Lewis se préoccupait d’empêcher le monopole capitaliste. Il fit voter une résolution spécifiant : « La socialisation de très grandes entreprises ne signifie pas la mainmise sur toute entreprise privée. Là où l’entreprise privée ne cherche pas à s’arroger un monopole, fonctionne efficacement avec des conditions de travail décentes et n’agit pas contre l’intérêt des canadiens, il lui sera offert toutes les facilités pour fonctionner, d’obtenir un taux raisonnable de profit et d’apporter sa contribution à la prospérité de la nation ». Cette résolution permettait une économie mixte qui laissait la plupart des emplois dans le secteur privé.

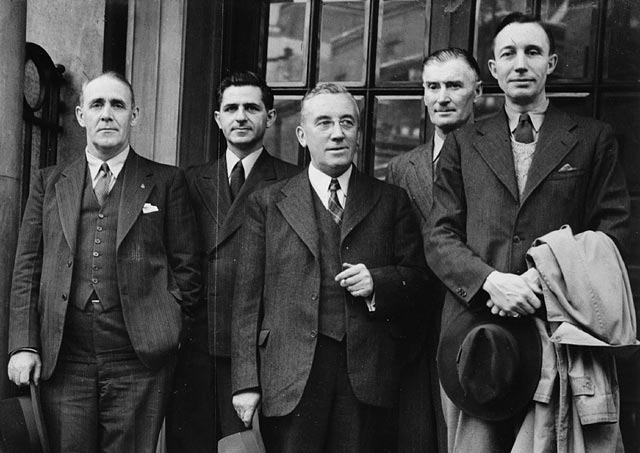
La délégation fédérale de la Fédération du Commonwealth coopératif (FCC) assistant en septembre 1944 à Londres en Angleterre à la Conférence des partis travaillistes du Commonwealth (de gauche à droite :, député de Cap-Breton-Sud; David Lewis, Secrétaire national; M. J. Coldwell, Chef, député de Rosetown—Biggar,, député de Melfort; Frank Scott, Président.

David Lewis ne partageait pas le désir de quelques adhérents de conserver la « pureté idéologique » du FCC et souscrivait plutôt à la conception Bundiste qu’« il vallait mieux accompagner les masses dans une voie imparfaitement juste que de se séparer d’elles et rester un puriste ». Toutefois, le FCC était autant un mouvement qu’un parti politique et ses adhérents lui nuisaient fréquemment par des proclamations radicales. Lewis critiqua le FCC de Colombie britannique pour de tels commentaires, en affirmant : « […] ce que nous disons et faisons doit être apprécié à l’aune des effets produits sur notre objectif de mobiliser les gens dans l’action. Si ce que nous disons et faisons doit affaiblir ou nuire à cet objectif, alors nous disons et faisons une chose fausse même si, dans l’absolu, elle est vraie. Quand, au nom du ciel, allons-nous apprendre que la politique en faveur des travailleurs et la lutte pour le pouvoir ne sont pas une classe de l’école du dimanche où la pureté de la piété et l’infaillibilité de la Bible doivent être soutenues sans crainte des conséquences ».
David Lewis était le « dur » du parti, ce qui ne favorisa pas sa popularité parmi les adhérents du FCC. Mais après avoir été le témoin de ce qu’il considérait être l’autodestruction des gauches européennes dans les années 1930, il réagissait vite pour mettre un terme aux tactiques ou aux programmes suicidaires. Il pouvait tolérer des critiques sur le parti par ses membres, mais quand il pensait que cela devenait de l’automutilation, il y mettait un terme avec fermeté. Lewis attaqua et discrédita Frank Underhill et sa gestion de Woodsworth House,. Au début de la carrière de Lewis, Underhill était l’un de ses mentors, mais cela ne rentra pas en ligne de compte quand Woodsworth House était accablée de difficultés financières à la fin des années 1940. Lewis condamna d’abord puis innocenta Underhill et les dirigeants de Woodsworth. Ce fut un événement malheureux qui coûta cher au FCC dans les milieux universitaires et intellectuels. Pour synthétiser le règne de Lewis, discipline et solidarité étaient primordiaux et il y avait des limites à la discussion et à la tolérance des points de vue divergents.

### Make this your Canada
En 1943, Lewis coécrivit Make this your Canada avec F. R. Scott, alors président du FCC. L’argument essentiel de l’ouvrage était que la planification économique nationale avait fait ses preuves durant la guerre avec l’imposition, par le gouvernement King, d’un contrôle des salaires et des prix par la Commission des prix et du commerce en temps de guerre (en). Lewis et Scott ajoutaient que son succès en temps de guerre pouvait se traduire en temps de paix et que le Canada devait mettre en œuvre une économie mixte. Ils appelaient également à une appropriation par l’État des secteurs économiques clés et insistaient sur le fait que cela mettrait ainsi la pression sur les entreprises privées pour faire la démonstration qu’elles pouvaient gérer des secteurs d’activité dans le privé plus efficacement que le gouvernement ne le pourrait dans le secteur public. Le livre résumait également l’histoire du FCC jusqu’alors et expliquait le processus de prise de décision dans le parti. Aux normes canadiennes, le livre fut populaire et se vendit à plus de 25 000 exemplaires la première année de sa publication. Il fut réédité en 2001, juste à temps pour le congrès charnière du NPD à Winnipeg.

### Élection partielle de Cartier en 1943
David Lewis fut une première fois candidat du FCC aux élections fédérales canadiennes de 1940 dans l’ancienne circonscription de York-ouest. Il se plaça troisième, loin du deuxième (à 8 330 voix), le libéral Chris J. Benett. En dépit de son piètre résultat lors de sa première candidature, le parti le réinvestit en 1943 à l’élection fédérale partielle de Cartier (ancienne circonscription fédérale) à Montréal au Québec, un siège rendu vacant par le décès de Peter Bercovitch. Fred Rose du Parti ouvrier progressiste communiste fut l’un de ses adversaires. Ce fut une campagne virulente, immortalisée par A.M. Klein dans un roman inachevé intitulé « Come the Revolution ». Le roman fut adapté à l’écran dans les années 1980 par Lister Sinclair pour l’émission Ideas (en) de la CBC Radio One. Si on en croyait la rhétorique communiste, « Lewis était un fasciste affublé de brun ».
Rose gagna l’élection et devint l’unique communiste à jamais siéger (à la date de 2017) à la Chambre des communes. Lewis arriva en quatrième position. L’important vote juif se tourna vers Rose. Le « front commun » de gauche punissait Lewis en soutenant Rose, qui était vu comme étant du cru alors qu’à l’époque Lewis vivait à Ottawa. Il fallut de nombreuses années à Lewis pour se remettre de cette campagne et elle se répercuta sur le choix de Lewis du lieu où se présenter.

### Élections de 1945: défaite et déception
Les élections fédérales canadiennes de 1945 et les élections générales ontariennes de 1945 (en) furent vraisemblablement les plus importantes pour le Canada au XXe siècle. Elles intervinrent aux débuts de l’État-providence et les élections allaient marquer le cours des idées politiques jusqu’à la fin du siècle et au-delà. L’année fut un désastre pour le FCC, tant au niveau national qu’en Ontario. Il ne s’en remit jamais complètement et commença alors un long processus qui l'aménera à se transformer en 1961 dans le Nouveau Parti démocratique. En tant que stratège et historien du NPD, Gerald Caplan (en) résume ainsi : « Les 4 et 11 juin 1945 se révélèrent comme des jours noirs dans les annales du FCC : en réalité le socialisme n’était plus dès lors à l’ordre du jour de la politique au Canada ».
La croisade antisocialiste menée par le Parti progressiste-conservateur de l'Ontario, généralement attribuée à l’agent D-208 (le capitaine William J. Osborne-Dempster) de la division d’enquête spéciale de la police provinciale de l'Ontario (PPO) et des propagandistes conservateurs Gladstone Murray et Montague A. Sanderson, entama la position initiale de favori du FCC. Le sondage de Gallup de septembre 1943 indiquait que le FCC était en première position avec 29 % des intentions de vote, tandis que les Libéraux et les Conservateurs était à égalité en deuxième position avec 28 %.
Un autre facteur de la défaite du FCC a été l’entente non officielle entre le Parti libéral du Canada et les communistes du Parti ouvrier progressiste. Elle assurait un éclatement du vote de centre-gauche.
Lewis s’est présenté à Hamilton-Ouest plutôt que dans la circonscription plus sûre de Winnipeg-Nord qui avait élu des candidats du FCC ou du Parti libéral depuis les années 1920 et qui avait une importante population juive. Historiens et militants ne s’accordent pas sur les raisons qui ont motivé ce choix de Lewis, mais Caplan suggère que le choc de la campagne à Cartier le rendait réticent à affronter une nouvelle campagne intense contre un candidat juif. Quelles qu’aient été ses raisons, il fut largement défait par le candidat communiste. Aux élections fédérales canadiennes de 1949, Lewis se représenta dans la région de Hamilton, dans la circonscription de Wentworth. Il fut à nouveau battu, finissant troisième à relativement bonne distance des premiers .

### La lutte contre l’influence communiste
Les défaites de 1945 étaient donc en partie le résultat d’une alliance entre les Libéraux et les communistes du Parti ouvrier progressiste (POP). Le POP se concentra sur les sièges détenus par le FCC, divisant délibérément l’électorat et proclama une coalition « Libéraux-Communistes » le 29 mai 1944. Ils déclarèrent une guerre ouverte contre le FCC et leur porte-parole John Weir indiqua dans le « Canadian Tribune », le quotidien du POP, que « une défaite retentissante du FCC dans les urnes devait être [leur] objectif principal ».
Le Congrès canadien du travail (CCT) soutenait le FCC, mais le Congrès des métiers et du travail du Canada (CMTC) refusa de les appuyer officiellement. Cette absence d’unité entre les deux principales centrales syndicales canadiennes heurta le FCC et découlait de l’alliance Libéraux-Communistes. Le président du CMTC, Percey Berough, était un libéral et le vice-président, Pat Sullivan, un communiste.
Dans l’élection provinciale de l’Ontario, les communistes incitèrent les membres des syndicats à voter à droite pour le Parti progressiste-conservateur de l'Ontario de George Drew plutôt que pour le FCC.
David Lewis et Charles Millard, du Congrès canadien du travail, décidèrent de purger les organes de décision des syndicats des communistes qui y siégeaient. Leur première cible fut à Sudbury en Ontario, l’association de circonscription du FCC et son membre affilié, la section locale 598 de l’International Union of Mine, Mill and Smelter Workers (en) (plus connue sous l’appellation Mine Mill). Cela étant, la section locale 598 n’était pas contrôlée par les communistes : sur 11 000 membres actifs, moins de 100 étaient communistes. Pendant les vingt années suivantes, une bataille féroce qui sera finalement gagnée, a été menée par l’United Steelworkers (USW) de Millard pour prendre le contrôle de la section locale 598.
Les attaques contre le FCC de Sudbury ont été encore plus coûteuses, au moins en termes de soutien électoral. Robert Carlin de Sudbury était l’un des rares élus de l’assemblée législative de l'Ontario qui avait résisté à la victoire écrasante du gouvernement Drew en 1945. Carlin avait fait partie de l’équipe de Ted Jolliffe qui avait orchestré la percée du FCC en 1943, mais était surtout et avant tout un syndicaliste. Il était depuis longtemps un propagandiste syndical, en remontant jusqu’en 1916 et l’ancêtre de Mine Mill, la Western Federation of Miners (en). Carlin était fidèle à son syndicat, au service duquel il avait passé dix ans, et aux hommes et femmes qui l’avaient aidé à le créer, indépendamment de leur affiliation politique ; ce qui le fit mal voir par l’establishment du FCC tant à Toronto qu’à Ottawa.
Millard, Jolliffe et Lewis ne l’accusèrent pas d’être lui-même communiste, mais l’attaquèrent pour ne pas s’être occupé des communistes de la section locale 598, qui avait été créée par des communistes et des membres du FCC (ces derniers tenant fermement la direction). Lewis et Jolliffe plaidèrent pour son exclusion du caucus du FCC de l’Ontario lors d’une réunion spéciale de la direction du FCC et du groupe parlementaire le 13 avril 1948. En substance, Carlin devenait un dommage collatéral des plans de l'USW pour s’emparer de Mine-Mill. Le FCC perdit le siège aux élections générales ontariennes de 1948 (en), se plaçant quatrième. Les Conservateurs remportèrent le siège et Carlin, en indépendant, échoua de peu en deuxième position. Ce n’est que lorsque le FCC devint le Nouveau parti démocratique (NPD) et que la guerre Mine-Mill versus USW prit fin, en 1967, que la ville envoya un autre social-démocrate (Elie Martel (en) à Sudbury-Est (en)) à l’assemblée législative de l'Ontario.
La croisade de Lewis et Millard pour réduire l’influence communiste reçut un coup de pouce inattendu de l’Union soviétique, du fait de la dénonciation du stalinisme par Nikita Khrouchtchev en 1956. Dans son « discours secret » sur le culte de la personnalité et ses conséquences (en), prononcé lors d’une séance à huis clos du XXe congrès du Parti communiste de l'Union soviétique, Khrouchtchev dénonça Staline pour son culte de la personnalité et son régime, pour « violation des normes léninistes de la légalité ». Quand les excès du régime de Joseph Staline furent découverts, cela provoqua une scission dans le mouvement communiste au Canada et l’affaiblit durablement. À la fin de 1956, l’influence du POP dans le mouvement syndical et dans la politique était passée.

## 1950-1961: avocat du travail et en route vers le NPD
Lewis démissionna de son poste de Secrétaire national en 1950 et déménagea à Toronto pour exercer le métier d’avocat en association avec Ted Jolliffe. Il devint le conseiller juridique en chef de la branche canadienne de l’USW et les aida à organiser leurs efforts et leurs luttes contre le syndicat Mine-Mill. Lewis se concentra sur son métier d’avocat pendant les cinq années suivantes. Durant la première année il paya plus d’impôt sur le revenu que ce qu’il avait gagné annuellement comme Secrétaire national du FCC.
Il acheta sa première maison à cette époque, dans la partie ouest de Toronto, dans le secteur de la rue Bathurst (en) et de St. Clair Avenue. Après le décès de son père Moshe en 1951, sa mère Rose déménagea de Montréal à la maison de Lewis au 95 de la rue Burnside. C’est la maison où son fils Stephen allait passer son adolescence et où grandiraient les trois autres enfants.

### Président du Conseil national et Déclaration de Winnipeg
Même s’il avait abandonné l’activité quotidienne d’organisation du parti, il demeura membre de l’exécutif national en tant que vice-président anglophone de 1950 à 1954,. Après quatre années d’engagement relativement limité dans les débats politiques internes au FCC, Lewis devint le président du Conseil national du parti en gagnant l’élection pour remplacer Percy Wright (en). Lui et Lorne Ingle, la personne qui l’avait remplacé au poste de Secrétaire national en 1950, furent les principaux rédacteurs de la Déclaration de Winnipeg (en) de 1956 qui remplaça le Manifeste de Regina (en). Entre-temps, en 1955, l’appellation en français du parti avait changé ; il s’appelait désormais le Parti social démocratique (PSD). La période précédant le congrès d’août 1956 du PSD a vu Lewis travailler à plein temps dans l’activité syndicale, y compris à la fusion du Congrès canadien du travail et du Congrès des métiers et du travail pour former le Congrès du travail du Canada (CTC), et passer de longues heures à superviser le comité qui rédigea la « Déclaration ». Il s’effondra dans son bureau en mai 1956. Après avoir passé plusieurs tests pour un éventuel problème cardiaque, les médecins conclurent que Lewis s’était écroulé d’épuisement. Il resta alité pendant une semaine et récupéra suffisamment pour aider à faire voter la « Déclaration » dix semaines plus tard. Le congrès de Winnipeg fut le chant du cygne du PSD. Même avec l’atténuation apportée par la « Déclaration », qui avait supprimé la planification étatique et la nationalisation de l’industrie, principes pourtant centraux de la plateforme du parti, le PSD subit une cuisante défaite aux élections fédérales canadiennes de 1958, qui virent déferler la « vague John Diefenbaker ». Il était évident pour Lewis, Coldwell et les autres dirigeants du PSD, que ce dernier ne pouvait continuer comme il était. Avec la collaboration du CTC, ils commencèrent à réfléchir à la manière de le rendre plus attactif.

### Président du PSD
En 1958, David Lewis collabora étroitement avec le président du CTC, Claude Jodoin, et le vice-président Stanley Knowles à préparer la fusion du syndicat et des mouvements sociaux-démocrates dans un nouveau parti. Coldwell ne voulait pas rester chef du parti parce qu’il avait perdu son siège lors de l’élection fédérale. Lewis le persuada de rester en place jusqu’à la création du nouveau parti. Lewis fut élu à la présidence du parti (fonction résultant de la fusion de la présidence proprement dite et de la présidence du Conseil national) au congrès de juillet 1958 à Montréal, qui approuva également une motion autorisant la direction et le Conseil national à « entamer des pourparlers avec le Congrès du travail du Canada » et d’autres groupes de sensibilités politiques voisines pour jeter les bases d’un nouveau parti.

### Crise de succession à la direction du PSD
En 1960, des progrès avaient été accomplis dans le processus de création d’un nouveau parti, mais Lewis dut à nouveau agir de façon dure. Depuis que Coldwell avait perdu son siège, il envisageait en permanence de démissionner et en était régulièrement dissuadé par le parti. En l’absence de Coldwell, le groupe parlementaire du PSD choisit Hazen Argue (en) comme chef à la Chambre des communes. Pendant la période qui précéda le congrès de 1960 du PSD, Argue fit pression sur Coldwell pour qu’il se retire. Cette compétition pour le leadership mit en péril les plans de transition ordonnée vers le nouveau parti. Lewis et les autres promoteurs du nouveau parti s’opposèrent aux manœuvres d’Argue et voulaient que le Premier ministre du Saskatchewan, Tommy Douglas, soit le premier chef du nouveau parti. Pour éviter de mettre en péril leurs plans, Lewis tenta de convaincre Argue de ne pas obliger à un vote le congrès sur la question de la direction. Ce fut en vain et il y eut une cassure entre le groupe parlementaire et les dirigeants du parti lors du congrès. Coldwell abandonna et Argue le remplaça comme chef du parti.
En juillet 1961, le PSD devint le Nouveau Parti démocratique (NPD). Tommy Douglas en fut élu le chef face à Hazen Argue, par un large score de 1 391 voix contre 380. Six mois plus tard, Argue quittait le parti et rejoignait les libéraux.
Au milieu des années 1970, Lewis se remémorant cet incident, conclut qu’il n’avait pas bien géré la transition du pouvoir :

« En tant que président du PSD, j’étais vraiment dans l’erreur en essayant d’obtenir un vote unanime en faveur de Tommy. Cela résultait d’une tradition que nous avions eu : personne ne s’était opposé ni à Woodsworth ni à Coldwell. Ils étaient désignés. J’ai rencontré Hazen et j’ai tenté de le dissuader d’être candidat. C’était une erreur. Cette attitude généra des tensions dans la compétition entre Hazen et Douglas. »

## 1962–1974: député de York-Sud
Deux jours après la fin du congrès de 1961 de fondation du NPD, Tommy Douglas écrivit une lettre à Sophie Lewis, l’épouse de David, lui disant que David devait être candidat aux prochaines élections. Lewis décida de se présenter dans sa circonscription de résidence, à York-Sud, qui était par ailleurs détenue au niveau provincial par le chef du NPD de l’Ontario, Donald C. MacDonald, à l’Assemblée législative de l'Ontario.
Le gouvernement Diefenbaker devait organiser une élection à un moment ou à un autre en 1962, de sorte qu’il y avait du temps pour organiser la campagne de Lewis. Il avait deux responsables de campagne : son fils Stephen et Gerry Caplan. Une de leurs principales stratégies était de conquérir des voix dans l’importante enclave juive de la circonscription, le Village de Forest Hill. Lewis, toutefois, était perçu par la communauté juive comme un étranger parce qu’il ne participait pas à ses événements ou n’était pas membre d’une synagogue. Son opposition à la création de l’État d’Israël, qui résultait de ses opinions politiques Bundistes, ne s’accordait pas vraiment avec le sionisme dominant de la communauté. Il fallut une débauche d’énergie de la part de Stephen et de Caplan pour convaincre les membres de la communauté que David était une voix juive légitime et qu’il ne nuirait pas à leurs affaires. En dehors des réticences de la communauté juive, Lewis avait dû faire face, en tant que vice-président du parti, à l’imminente grève des médecins au Saskatchewan qui résultait de la mise en œuvre par le gouvernement PSD de la province de l’assurance maladie. Il qualifia les médecins de la province de « maîtres-chanteurs » pour avoir menacé d’une telle grève. Par ailleurs, Lewis apparut dans l’un des rares passages à la télévision nationale du NPD. Il participa à une émission électorale nationale sous forme de conversation avec Walter Pitman de CTV Television Network pour présenter les propositions du NPD sur l’économie planifiée. Le 18 juin 1962, Lewis fut élu à York-Sud et devint enfin député. Du fait que Tommy Douglas n’avait pas été élu, Lewis était considéré comme le favori pour devenir le chef du groupe parlementaire à la Chambre des communes, jusqu’à ce que Douglas revienne à la Chambre à l’occasion d’une élection partielle en octobre.
Le premier mandat de député de Lewis fut court, car le gouvernement minoritaire de Diefenbaker fut défait aux élections fédérales canadiennes de 1963. Lewis fut battu à Forest Hill, ses soutiens dans la communauté juive étant retournés dans le camp des libéraux, qui étaient perçus comme pouvant mieux contenir le parti Crédit social, qui était considéré comme étant antisémite. Mais ce n’était qu’un léger contretemps. Avec Diefenbaker dans l’opposition (et avec aucune chance de restaurer la coalition au Québec qui lui avait donné la majorité en 1958) et le parti Crédit social amoindri, Lewis retrouva le chemin de la Chambre des communes aux élections fédérales canadiennes de 1965. Il fut réélu en 1968 et, Douglas ayant perdu son siège, il devint le chef du NPD à la Chambre des communes. Au congrès de 1969 à Winnipeg, Douglas annonça qu’il ne serait plus chef du parti en 1971, ce qui faisait de Lewis le chef-intérimaire de facto.
La crise d’Octobre (crise du Front de libération du Québec en octobre 1970) plaça Lewis sous les projecteurs, car il était le seul député NPD ayant quelques racines au Québec. Douglas et lui étaient opposés à la mise en œuvre le 16 octobre de la Loi sur les mesures de guerre. La loi, promulguée antérieurement pour les besoins du temps de guerre, restreignait sévèrement les libertés civiles et donnait à la police et à l’armée de vastes pouvoirs pour arrêter et détenir des suspects, avec peu ou aucune preuve requise. Quoique ne devant être implémentée qu’au Québec, du fait qu’il s’agissait d’une législation fédérale, elle était en vigueur dans tout le Canada. Quelques services de la police, en dehors du Québec, en profitèrent pour leurs propres objectifs, qui la plupart du temps n’avait rien à voir ni de près ni de loin avec la situation au Québec, comme Lewis et Douglas l’avaient pressenti. Seize des vingt membres du groupe parlementaire NPD avaient voté à la Chambre des communes contre la mise en œuvre de cette loi. Ils furent très peinés d’être les seuls parlementaires à voter contre. Ce jour-là, Lewis déclara au milieu d’une forêt de micros : « Les informations que nous avons, montraient une situation d’actes criminels et de conspiration criminelle au Québec. Mais il n’y a aucune information que c’était une insurrection volontaire ou conçue ou planifiée, qui seule pourrait justifier d’invoquer la Loi sur les mesures de guerre ». Environ cinq ans plus tard, nombre des députés qui votèrent l’application de cette loi, regrettèrent de l’avoir fait et rendirent tardivement hommage à Douglas et Lewis pour s’y être opposés. Le chef du parti progressif-conservateur, Robert Stanfield, alla jusqu’à dire : « Très franchement, j’ai admiré Tommy Douglas et David Lewis et leurs camarades du NPD d’avoir eu le courage de voter contre cela, même s’ils reçurent beaucoup d’insultes à l’époque… Je ne rumine pas cela. Je n’en suis pas fier ».

## 1971-1975: chef du NPD
Stephen Lewis commençait à se réaliser de son côté. En 1963, à l’âge de 26 ans, li fut élu à l’Assemblée législative de l'Ontario. À la suite de la démission organisée de Donald C. MacDonald, Stephen fut élu chef du Nouveau Parti démocratique de l'Ontario. Au début et au milieu des années 1970, le père et le fils dirigeaient les deux plus importantes entités du NPD.
En février 1968, Stephen Lewis, présumé représentant du caucus du NPD à l’Assemblée législative de l'Ontario, demanda à Tommy Douglas alors âgé de 63 ans de se retirer de son poste de chef pour qu’une personne plus jeune puisse le remplacer. Donald C. MacDonald affirma que Lewis ne représentait pas le caucus, mais agissait en son propre nom. Même si Douglas fut interloqué par la suggestion, sa défaite lors de l’élection suivante relança la suggestion de Stephen et le 28 octobre 1969, Douglas annonça qu’il abandonnerait son poste de chef du NPD avant son congrès de 1971
David Lewis fut candidat à la succession de Douglas comme chef du parti. L’élection du chef du NPD au congrès de 1971 (en) fut une affaire tumultueuse. Une nouvelle génération de militants du NPD connus sous l’appellation The Waffle (en) présentèrent de nombreuses résolutions controversées, telles que la nationalisation du secteur des ressources naturelles ou le soutien à l’indépendance du Québec. Il fallut les efforts conjugués de l’establishment du NPD et de l’importante délégation de syndicalistes pour faire échec à ces résolutions, qui provoquèrent de nombreux débats virulents et divisèrent nettement le congrès . Lewis, en tant que figure de proue de l’establishment du parti, devint chef du parti le 24 avril en gagnant l’élection qui fut étonnamment disputée et nécessita quatre tours de scrutin avant de pouvoir revendiquer la victoire contre le candidat du Waffle, James Laxer (en). Ce dernier avait bénéficié d’une large couverture médiatique pendant la période de préparation du congrès et pendant son déroulement. Cela était perçu comme un autoritarisme maladroit, dans la manière dont Lewis traita le Waffle lors de ce congrès ou de précédentes situations du fait de son implication dans la plupart des conflits internes du FCC, du PSD et du NPD depuis 36 ans lui avait fait beaucoup d’ennemis. De nombreux adhérents qui s’étaient attirés ses foudres dans son rôle disciplinaire du parti ruminaient leur vengeance contre lui. Lors de sa première conférence de presse en tant que chef du parti, Lewis souligna qu’il n’était pas redevable au Waffle, puisqu’ils avaient été battus à plate couture au congrès et qu’il ne leur avait rien promis. Il prévint également la branche québécoise du parti qu’ils pourraient continuer à philosopher autour de résolutions d’auto-détermination, mais qu’au moment des élections ils devraient se soumettre à la politique fédéraliste réaffirmée du parti. Il n’élimina pas le Waffle du NPD mais laissa le soin à son fils de le faire en 1972 lorsque la branche ontarienne du parti décida de dissoudre le Waffle ou d'expulser ses membres qui refuseraient de se soumettre à la décision de dissolution.
Lewis mena le NPD aux élections fédérales canadiennes de 1972, au cours de laquelle il formula sa plus célèbre citation, qualifiant les compagnies canadiennes de « sociétés parasitaires du régime fiscal »,, une formule également utilisée dans le titre de son livre de 1972 « Louder Voices: The Corporate Welfare Bums ». Au cours de cette campagne fut également utilisé le premier avion dédié aux déplacements du chef du NPD, surnommé « Bum Air » par les journalistes parce que c’était un Handley Page Dart Herald, un bimoteur turbopropulsé lent. Lors des campagnes précédentes, le chef du parti, Tommy Douglas, devait utiliser les vols commerciaux d’Air Canada pour ses déplacements et avec un entourage restreint.
L’élection de 1972 amena un gouvernement minoritaire libéral et le plus grand nombre de députés NPD jusqu’à l’élection « accord de libre échange » de 1988 et plaça le NPD en situation d’arbitre du pouvoir jusqu’en 1974. Le NPD soutint le gouvernement libéral de Pierre Elliott Trudeau en échange de la mise en œuvre de propositions du NPD comme par exemple la création de l’entreprise publique Petro-Canada. Lewis voulait renverser le gouvernement lors d’un vote de défiance aussitôt que possible parce qu’il ne voyait aucun avantage stratégique à soutenir le gouvernement Trudeau. Lewis pensait que Trudeau tirerait tout le bénéfice d’un programme s’il était bien accueilli et que le NPD subirait tout le préjudice si le programme était impopulaire.
Rétrospectivement, l’analyse de non bénéfice portée par Lewis paraît correcte, et le parti ne sera pas récompensé de ses efforts par l’électorat. Lors des élections fédérales canadiennes de 1974, le NPD fut réduit à 16 sièges. Lewis perdit le sien, le conduisant à démissionner comme chef du parti en 1975. On apprit immédiatement après l’élection qu’il combattait une leucémie depuis environ deux ans. Il n’aurait informé personne, même sa famille, de son état de santé.

## 1975-1981: les dernières années
Lewis devint professeur à l’Institut d’études canadiennes à l’Université Carleton à Ottawa au cours de ces années. En 1978, en tant que correspondant de voyage du Toronto Star, Lewis visita Svislotch une dernière fois et nota que « plus un seul juif ne vit ici maintenant ». La Shoah avait anéanti la communauté juive de la ville, dont sa famille élargie.
Il termina en 1981 le premier tome de ses mémoires, sur les deux prévus, intitulé « The Good Fight: Political Memoirs 1909–1958 ». Il est décédé peu après, le 23 mai 1981, à Ottawa. Il est le père de Stephen Lewis, un ancien chef du NPD ontarien, qui de 2001 à 2006 fut l’envoyé spécial du Secrétaire général de l’ONU pour le VIH/sida en Afrique. Son autre fils, Michael Lewis, était un ancien Secrétaire du NPD ontarien et un organisateur de premier plan du NPD. Il est également le père de Janet Solberg, présidente du NPD ontarien dans les années 1980. Sa sœur jumelle est Nina Libeskind, l’épouse et l’associée de l’architecte Daniel Libeskind. Le petit-fils de David, fils de Stephen, est le réalisateur de documentaires Avi Lewis (en). En 2010, sa petite belle-fille Naomi Klein, donna le discours d’inauguration de la Conférence David Lewis, sponsorisée par le Centre canadien de politiques alternatives (en).

## Distinctions honorifiques
En décembre 1976, Lewis fut nommé Compagnon de l’Ordre du Canada et investi le 20 avril 1977. Cette nomination au plus haut grade de l’Ordre du Canada, lui fut remise « pour son apport au monde du travail et à la réforme sociale, ainsi que pour les attentions dont il a entouré son pays d'adoption au fil des ans ». L’école publique David Lewis à Scarborough (Ontario) est ainsi nommée en son honneur.

## Publications
- Make this your Canada: A Review of CCF History and Policy, 1943[131].
- Louder Voices: The Corporate Welfare Bums, 1972[132].
- The Good Fight: Political Memoirs 1909–1958, 1981[133].

## Archives
Il y a un fonds David Lewis à Bibliothèque et Archives Canada. Le numéro de référence archivistique est R6773.